# Alexandre Atabekian
Alexandre Movsesi Atabekian (en arménien : Ալեքսանդր Մովսեսի Աթաբեկյան), né le 2 février 1868 à Chouchi (Empire russe) est un militant anarchiste, homme politique, médecin, éditeur et théoricien du communisme libertaire arménien. D'abord membre du Parti social-démocrate Hentchak, il devient anarchiste en 1890. Il publie également Droshak pour la Fédération révolutionnaire arménienne (FRA). Pendant ses études à Genève, il crée la Bibliothèque anarchiste et publie des traductions en russe et en arménien d'écrivains anarchistes tels que Bakounine ou Kropotkine.
Proche ami de Pierre Kropotkine, dont il organise les funérailles, il est activement impliqué dans le mouvement anarchiste, notamment pendant la Révolution russe. Il est ensuite arrêté et déporté au goulag, où l'on pense qu'il meurt.
Il est l'un des anarchistes arméniens les plus connus et est considéré comme un penseur fondamental de l'anarchisme non occidental.

## Biographie

### Jeunesse
Il naît au sein d'une famille aristocratique arménienne, fils de Movses Aslanovich Atabekian, médecin à Choucha (Haut-Karabagh). Atabekian étudie dans un collège local de sa ville natale avant de rejoindre l'Université de Genève de 1889 à 1896. Il poursuit aussi ses études à Lyon, en France.
De 1888 à 1890, pendant ses premières années à Genève, il se joint au Parti social-démocrate Hentchak, fondé un an plus tôt. Ce parti est l'un des deux partis politiques arméniens historiques, adoptant une idéologie marxiste et anticoloniale. Atabekian joue un rôle dans la création de son périodique, Hentchak, publié par Avédis Nazarbékian, l'un des fondateurs du parti.

### Activisme et premières publications
Il quitte le parti et devient anarchiste en 1890 après la lecture de Paroles d'un révolté, une collection d'écrits de Pierre Kropotkine en français datant de 1879 et publiée en 1885 par Élisée Reclus,. Il établit également des liens avec des activistes et des anarchistes au sein de la Fédération révolutionnaire arménienne (FRA), alors récemment fondée à Tbilissi, en Géorgie, et aide à publier leur organe de presse officiel, Droshak.
Après la famine russe de 1891-1892, Atabekian décide de commencer à traduire des œuvres de Kropotkine et d'autres auteurs anarchistes en arménien et en russe, et de les faire passer clandestinement à l'intérieur de l'Empire russe. Pendant ce temps, il noue des amitiés étroites avec Pierre Kropotkine, Élisée Reclus et Jean Grave, collaborant avec eux à la publication du journal Le Révolté. Parallèlement, il fonde la Bibliothèque anarchiste de Genève (nommée en anglais "The Anarchist Library"),,, qui distribue clandestinement des publications anarchistes dans l'Empire russe, une activité qui occupe une part importante de sa vie. Les auteurs traduits et utilisés par "The Anarchist Library" sont principalement des œuvres de Mikhail Bakounine, Pierre Kropotkine, Errico Malatesta et Saverio Merlino.
En fait, son équipement d'impression est caché dans son appartement à Genève et, aux côtés de Paraskev Stoyanov, l'un de ses amis, ils s'engagent dans l'impression sur place,,. Les deux jouent un rôle influent pour convaincre Reclus de s'intéresser aux écrits de Bakounine, et en conséquence, il remet les papiers qu'il a à Stoyanov, conduisant ainsi Stoyanov et Atabekian à publier la première édition russe de La Commune de Paris et l'idée de l'État. À ce moment-là, il est également en contact avec Max Nettlau et Bernard Lazare pour des projets éditoriaux anarchistes.
Ses études universitaires entravent la publication de propagande révolutionnaire. En 1893, l'idée émerge de transférer son équipement d'impression à la Presse Russe Libre (PRL) à Londres, qui imprime et distribue des œuvres interdites en Russie, à la fois révolutionnaires et libérales. À cet égard, Atabekian, avec l'anarchiste bulgare Paraskev Stoyanov, rencontre Kropotkine, qui leur suggère qu'ils devraient garder leur équipement d'impression plutôt que de le prêter à des individus dont les opinions sont éloignées de l'anarchisme. En conséquence, leur groupe utilise la presse d'Atabekian pour publier quatre brochures en russe, dont les chapitres initiaux de Paroles d'un révolté de Kropotkine,. En 1894, il édite Hamaink (en arménien : Համայնք, traduit : Communauté), le seul périodique anarchiste arménien. Il paraît sur cinq numéros et est traduit en persan.
Après avoir obtenu son diplôme universitaire en 1896 en présentant sa thèse, intitulée Sur la pathogenèse de l'angine de poitrine,, Atabekian s'installe en Bulgarie (puisqu'il lui est interdit d'entrer dans l'Empire russe). Entre 1896 et 1917, il travaille en tant que médecin dans le nord de la Perse. Il réside à Racht, jusqu'en 1917. Pendant cette période, il s'implique dans des cercles anarchistes au sein de l'Empire ottoman, notamment à Constantinople et à Izmir. En 1912, l'Empire russe l'accuse d'être impliqué dans des « crimes » à Choucha, mais il parvient à prouver qu'il n'est pas à Choucha à ce moment-là, mais à Bakou.

### Révolutionnaire en Russie
Après la dissolution de l'Armée impériale russe à la suite de la révolution de Février, il rejoint une fois de plus Kropotkine, qu'il connaît depuis plus de vingt ans à ce moment-là, et devient un anarchiste actif à Moscou,. De 1919 à 1923, il sert en tant que rédacteur en chef du journal anarchiste Pochin, représentant la tendance anarcho-coopérative au sein du communisme libertaire.
En octobre, en tant que membre des Gardes noirs, il participe à une discussion sur la position des anarchistes concernant des actions spécifiques du gouvernement provisoire russe. Dans l'article Soyez Conséquents !, Atabekian critique les membres socialistes-révolutionnaires de la Douma de la ville de Moscou qui empêchent alors l'allocation de 60 millions de roubles pour améliorer la situation des travailleurs. Dans l'essai Ils veulent Dépenser !, il exprime son approbation de la grève prévue par les travailleurs de Moscou. En Russie, il rencontre Emma Goldman et Alexandre Berkman, qui deviennent ses amis, et collabore avec eux.
À la veille de la Révolution d'Octobre, il publie une Lettre ouverte à Pierre Kropotkine dans laquelle il souligne la nature agressive de la guerre, non seulement de l'Allemagne et de l'Autriche-Hongrie, mais aussi de la Russie. Il critique Kropotkine pour ses opinions « défensistes » et appelle à la direction des anarchistes dans la révolution sociale, qui devrait protéger les travailleurs aussi bien de la féroce lutte des classes que du « bolchévisme de rue ».
Il a une vision très négative de la Révolution d'Octobre. Dans la brochure Semaine sanglante à Moscou, il la décrit comme un « massacre fratricide causé par les dissensions entre deux types différents de socialistes ». Il déclare également à ce sujet, « Ci-gît la Révolution ». Selon Atabekian, la cause de la Révolution d'Octobre est la lutte entre socialistes et politiciens de différentes nuances pour le pouvoir, les sièges ministériels et d'autres « positions lucratives ». La brochure souligne l'indifférence de la population moscovite aux événements. En réagissant aux premiers décrets du pouvoir soviétique, il met en évidence leur nature utopique et leur impraticabilité. Durant cette période, Atabekian collabore de manière importante avec le journal Anarchie, publiant plus de 30 articles d'avril à juillet 1918 consacrés à critiquer les actions des bolcheviks et à aborder des questions au sein du mouvement anarchiste russe. Il déplore les « horreurs de la guerre civile ».
Après avoir rencontré Lénine et tenté de l'influencer pour arrêter les persécutions et l'appareil coercitif de l'État soviétique naissant, Kropotkine lui déclare en privé, préoccupé, qu'il a « légèrement effrayé » Lénine, ce à quoi Atabekian répond qu'il approuverait de plaider pour sauver ceux alors condamnés à mort « même devant le Tsar ».

### Dernières années et mort
Au printemps 1918, il fonde la maison d'édition Pochin, qui, pendant son existence, publie 24 brochures et le journal Pochin, comprenant plusieurs lettres de Kropotkine. En 1920, il est arrêté par la Tchéka. Il rend visite à Kropotkine à de nombreuses reprises pendant sa retraite et organise la publication de la dernière œuvre de Kropotkine, Éthique : Origine et Développement, qu'il révise et corrige avec lui.
En janvier-février 1921, il se rend en urgence au chevet de Kropotkine à Dmitrov, où Kropotkine est alors gravement malade, tentant de lui fournir des soins. Les meilleurs médecins du pays, envoyés par Lénine, se joignent à ses efforts. Ils ne parviennent à sauver Kropotkine, qui meurt le 8 février 1921, à trois heures du matin. Il participe à des discussions avec ses amis jusqu'au tout dernier moment, en leur disant, « Quelle chose difficile que de mourir ».
Atabekian, la femme et la fille de Kropotkine, sont témoins de ses derniers instants. Emma Goldman arrive plus tard dans la journée, retardée par un train en retard,, et Alexandre Berkman se déplace avec les anarchistes de Moscou dans l'après-midi.

## Publications

### Articles politiques
- Lettre ouverte à Pierre Kropotkine, 1917[27]
- Semaine sanglante à Moscou, 1917[29]